# Aurélien Fourgeaud
Aurélien Fourgeaud (26 novembre 1988) è un ex giocatore di football americano francese che ha giocato come cornerback.